# 広島県の灯台一覧
広島県の灯台一覧（ひろしまけんのとうだいいちらん）は、広島県にある灯台及び、照射灯、浮標灯などをまとめた一覧である。

## 灯台
- 阿伏兎灯台 広島県福山市 - 4445
- 安芸絵ノ島灯台 広島県江田島市（絵ノ島） - 4742
- 安渡島灯台 広島県江田島市（安渡島） - 4743
- 宇品灯台 広島県広島市（宇品島） - 4753 [M5687]
- 音戸灯台 広島県呉市（三軒屋ノ鼻） - 4771 [M5693]
- 蒲刈荷島灯台 広島県蒲刈港（荷島） - 4659
- 鴨瀬灯台 広島県呉市（鴨瀬） - 4668
- 牛ノ浦灯台 広島県尾道市（牛ノ浦） - 4461 [M5723]
- 御手洗港大島灯台 広島県御手洗港（大島） - 4656
- 高根島灯台 広島県尾道市（高根島） - 4477 [M5714]
- 佐木島灯台 広島県三原市（佐木島） - 4473 [M5718]
- 三ツ石灯台 広島県呉市（三ツ石） - 4701
- 重岩灯台 広島県呉市（女猫島灯台の西方約1.9キロメートル） - 4665
- 女猫島灯台 広島県呉市（女猫島） - 4475
- 小佐木島灯台 広島県三原市（小佐木島） -  [M5716]
- 小麗女島灯台 広島県呉市（小麗女島） - 4769
- 新開鼻灯台 広島県廿日市市（新開鼻） - 4765
- 大久野島灯台 広島県竹原市（大久野島浄泉寺鼻） - 4481 [M5712]
- 大浜埼灯台 広島県尾道市（大浜埼） - 4468 [M5724]
- 中ノ鼻灯台 広島県豊田郡大崎上島町（中ノ鼻） - 4487 [M5702]
- 伝太郎鼻灯台 広島県呉市（伝太郎鼻） - 4789
- 尾道灯台 広島県尾道市（小歌島） - 4460 [M5722]
- 鮴埼灯台 広島県豊田郡大崎上島町（鮴埼） - 4483 [M5704] - 2009年1月19日廃止

## 防波堤灯台
- 阿多田港猪ノ子東防波堤灯台 広島県大竹市（阿多田港猪ノ子東防波堤外端）
- 阿多田港本浦中防波堤灯台 広島県大竹市（阿多田港本浦中防波堤外端）
- 安浦港三津口中防波堤灯台 広島県呉市（安浦港三津口中防波堤外端）
- 安芸川尻港中港3号防波堤灯台 広島県呉市（川尻港中港3号防波堤外端）
- 安芸中田港小方北防波堤灯台 広島県江田島市（中田港小方北防波堤外端）
- 安芸津港東浜第二防波堤灯台 広島県東広島市（安芸津港東浜第二防波堤外端）
- 安芸津港防波堤灯台 広島県東広島市（安芸津港防波堤外端）
- 安芸田原港田原入作西防波堤灯台 広島県呉市（田原港田原入作西防波堤外端）
- 横田港一文字防波堤西灯台 広島県福山市（横田港一文字防波堤西端）
- 沖浦港明石防波堤灯台 広島県豊田郡大崎上島町（沖浦港明石防波堤外端）
- 海老港西防波堤灯台 広島県尾道市浦崎町（海老港西防波堤外端）
- 柿浦港沖中防波堤西灯台 広島県江田島市（柿浦港沖中防波堤西端）
- 蒲刈港丸谷外防波堤灯台 広島県蒲刈港（丸谷外防波堤外端）
- 蒲刈港宮盛東防波堤灯台 広島県蒲刈港（宮盛東防波堤外端）
- 蒲刈港田戸防波堤灯台 広島県蒲刈港（田戸防波堤外端）
- 丸石港4号防波堤東灯台 広島県廿日市市（丸石港4号防波堤東端）
- 玖波港4号防波堤灯台 広島県大竹市（玖波港4号防波堤外端）
- 玖波港防波堤灯台 広島県大竹市（玖波港防波堤外端）
- 呉港阿賀沖防波堤西灯台 広島県呉港広区（沖防波堤西端）
- 呉港阿賀沖防波堤灯台 広島県呉港広区（沖防波堤南西端）
- 御手洗港久比一文字防波堤灯台 広島県御手洗港（久比一文字防波堤西端）
- 御手洗港久比沖防波堤西灯台 広島県御手洗港（久比沖防波堤西端）
- 御手洗港大長防波堤灯台 広島県御手洗港（大長防波堤外端）
- 御手洗港防波堤灯台 広島県御手洗港（防波堤外端）
- 広島港観音マリーナ南防波堤西灯台 広島県広島港第3区（観音マリーナ南防波堤西端）
- 広島港観音マリーナ南防波堤東灯台 広島県広島港第3区（観音マリーナ南防波堤東端）
- 広島港元宇品東防波堤北灯台 広島県広島港第1区（元宇品東防波堤北端）
- 広島港似島家下防波堤北灯台 広島県広島港第3区（家下防波堤北端）
- 広島港似島西2号防波堤灯台 広島県広島港第3区（似島港西2号防波堤外端）
- 広島港西防波堤灯台 広島県広島港第3区（西防波堤外端）
- 広島港草津一文字防波堤南灯台 広島県広島港第3区（草津一文字防波堤南端）
- 広島港草津外中防波堤灯台 広島県広島港第3区（草津漁港外中防波堤外端）
- 広島港東防波堤灯台 広島県広島港第3区（東防波堤外端）
- 佐木港本佐き一文字防波堤北灯台 広島県佐木港（本佐木一文字防波堤北端）
- 三高港三吉西防波堤灯台 広島県江田島市（三高港三吉西防波堤外端）
- 鹿川港鎌木防波堤灯台 広島県江田島市（鹿川港鎌木防波堤外端）
- 重井港細島第二防波堤灯台 広島県尾道市（重井港細島第二防波堤外端）
- 重井港西浜第三防波堤北灯台 広島県重井港（西浜第三防波堤北端）
- 小用港ヨコナデ2号防波堤南灯台 広島県江田島市（小用港ヨコナデ2号防波堤南端）
- 小用港秋月東防波堤灯台 広島県江田島市（小用港秋月東防波堤外端）
- 小用港西沖防波堤灯台 広島県江田島市（小用港西沖防波堤外端）
- 小用港中松田1号防波堤灯台 広島県江田島市（小用港中松田1号防波堤外端）
- 上ノ浜港一文字防波堤北灯台 広島県廿日市市（上ノ浜港一文字防波堤北端）
- 須波港須波東防波堤南灯台 広島県三原市（須波港須波東防波堤南端）
- 世上港イワシ浜3号防波堤灯台 広島県江田島市（世上港イワシ浜3号防波堤外端）
- 倉橋港鹿島瀬戸防波堤灯台 広島県呉市（倉橋港鹿島瀬戸防波堤外端）
- 走港浦友新防波堤灯台 広島県福山市（走港浦友新防波堤外端）
- 走港中北防波堤西灯台 広島県福山市（走港中北防波堤西端）
- 走港唐船2号防波堤灯台 広島県福山市（走港唐船2号防波堤外端）
- 大柿港引島防波堤灯台 広島県佐伯郡大柿町（大柿港引島防波堤北端）
- 大柿港引島防波堤北灯台 広島県江田島市（大柿港引島防波堤北端）
- 大西港一文字防波堤南灯台 広島県大西港（一文字防波堤南端）
- 大地蔵港沖防波堤灯台 広島県呉市（大地蔵港沖防波堤外端）
- 大竹港小方一文字防波堤南灯台 広島県大竹港（小方一文字防波堤南端）
- 大竹港飛石防波堤灯台 広島県大竹港（飛石防波堤外端）
- 地御前港西防波堤灯台 広島県廿日市市（地御前港西防波堤外端）
- 竹原港竹原外港防波堤灯台 広島県竹原港（竹原外港防波堤外端）
- 忠海港東防波堤 広島県忠海港（東防波堤外端）
- 忠海港東防波堤灯台 広島県忠海港（東防波堤外端）
- 釣士田港釣士田防波堤灯台 広島県呉市（釣士田港釣士田防波堤外端）
- 土生港向浜防波堤灯台 広島県土生港（向浜防波堤外端）
- 土生港島前防波堤灯台 広島県土生港（島前防波堤外端）
- 箱崎港箱崎一文字防波堤南灯台 広島県福山市（箱崎港箱崎一文字防波堤南端）
- 箱崎港防波堤灯台 広島県沼隈郡内海町（箱崎港防波堤外端）
- 畑港是長西防波堤灯台 広島県江田島市（畑港是長西防波堤外端）
- 畑港西防波堤灯台 広島県江田島市（畑港西防波堤外端）
- 尾道糸崎港吉和西防波堤灯台 広島県尾道糸崎港第5区（吉和漁港西防波堤外端）
- 尾道糸崎港戸崎北防波堤西灯台 広島県尾道糸崎港第1区（戸崎北防波堤西端）
- 尾道糸崎港松浜防波堤南灯台 広島県尾道糸崎港（松浜防波堤南端）
- 美能港内港防波堤灯台 広島県江田島市（美能港内港防波堤外端）
- 福山港玉津島防波堤東灯台 広島県福山港（玉津島防波堤東端）
- 福山港鞆一文字防波堤東灯台 広島県福山港（鞆一文字防波堤東端）
- 豊島港小野浦防波堤灯台 広島県呉市（豊島港小野浦防波堤外端）
- 木江港宇浜防波堤南灯台 広島県木江港（宇浜防波堤南端）
- 鮴崎港盛谷3号防波堤灯台 広島県鮴崎港（盛谷3号防波堤外端）
- 鮴崎港鮴崎防波堤灯台 広島県鮴崎港（鮴崎防波堤外端）

## 照射灯
- 小佐木沖土岩照射灯 広島県三原市（小佐木島）

## 灯浮標
- オエノウラ出シ灯浮標 釣士田港釣士田防波堤灯台（広島県呉市）の西南西方約1.4キロメートル
- オードノ礁東灯浮標 音戸灯台（広島県呉市）の西北西方約910メートル
- 安芸長島南西方灯浮標 伝太郎鼻灯台（広島県呉市）の西北西方約4.4キロメートル
- 安芸爼岩北灯浮標 三ッ石灯台（広島県安芸郡倉橋町）の北西方約2.4キロメートル
- 沖ノハチカサノ瀬南東灯浮標 走港西防波堤灯台（広島県福山市）の南西方約4.3キロメートル
- 音戸瀬戸南口灯浮標 音戸灯台（広島県呉市）の南方約880メートル
- 音戸瀬戸北口灯浮標 音戸灯台（広島県呉市）の北北東方約500メートル
- 宮浦第1号灯浮標 中ノ鼻灯台（広島県豊田郡大崎上島町）の北東方約6.6キロメートル
- 宮浦第3号灯浮標 中ノ鼻灯台（広島県豊田郡大崎上島町）の北東方約7.0キロメートル
- 牛クソ南方灯浮標 佐木島灯台（広島県三原市）の南東方約2.1キロメートル
- 見付石灯浮標 畑港西防波堤灯台（広島県佐伯郡沖美町）の南方約1.9キロメートル
- 呉港広第1号灯浮標 広島県呉港広区（呉港阿賀沖防波堤西灯台の南南東方約1.5キロメートル）
- 呉港広第2号灯浮標 広島県呉港広区（呉港阿賀沖防波堤灯台の南東方約1.6キロメートル）
- 呉港広第3号灯浮標 広島県呉港広区内（呉港阿賀沖防波堤灯台の東南東方約1.3キロメートル）
- 呉港広第3号灯浮標 広島県呉港広区（呉港阿賀沖防波堤灯台の東南東方約1.3キロメートル）
- 呉港広第4号灯浮標 広島県呉港広区（呉港阿賀沖防波堤灯台の東方約1.6キロメートル）
- 呉港仁方第1号灯浮標 広島県呉港仁方区（重岩灯台の北北東方約670メートル）
- 呉港仁方第2号灯浮標 広島県呉港仁方区（重岩灯台の北北東方約800メートル）
- 広島県広島港出島A灯浮標 広島県広島港第3区（宇品灯台の西北西方約990メートル）
- 広島県広島港出島B灯浮標 広島県広島港第3区（宇品灯台の西方約980メートル）
- 広島県広島港出島C灯浮標 広島県広島港第3区（宇品灯台の西方約1.0キロメートル）
- 広島県広島港出島D灯浮標 広島県広島港第3区（宇品灯台の西方約1.1キロメートル）
- 広島県広島港出島E灯浮標 広島県広島港第3区（宇品灯台の西方約1.3キロメートル）
- 広島県広島港出島F灯浮標 広島県広島港第3区（宇品灯台の西方約1.4キロメートル）
- 広島県広島港出島G灯浮標 広島県広島港第3区（宇品灯台の西方約1.5キロメートル）
- 広島県広島港出島H灯浮標 広島県広島港第3区（宇品灯台の西方約1.8キロメートル）
- 広島県広島港出島I灯浮標 広島県広島港第3区（宇品灯台の西方約2.0キロメートル）
- 広島県広島港出島J灯浮標 広島県広島港第3区（宇品灯台の西方約2.2キロメートル）
- 広島県広島港出島K灯浮標 広島県広島港第3区（宇品灯台の西方約2.4キロメートル）
- 広島県広島港出島L灯浮標 広島県広島港第3区（宇品灯台の西方約2.4キロメートル）
- 広島県広島港出島M灯浮標 広島県広島港第3区（宇品灯台の西方約2.4キロメートル）
- 広島県広島港出島N灯浮標 広島県広島港第3区（宇品灯台の西方約2.4キロメートル）
- 広島県広島港出島O灯浮標 広島県広島港第3区（宇品灯台の西北西方約3.0キロメートル）
- 広島県広島港出島P灯浮標 広島県広島港第3区（宇品灯台の西北西方約2.6キロメートル）
- 広島県広島港出島Q灯浮標 広島県広島港第3区内（宇品灯台の西北西方約2.7キロメートル）
- 広島県広島港出島R灯浮標 広島県広島港第3区（宇品灯台の西北西方約2.6キロメートル）
- 広島港広島南道路仁保ジャンクションA灯浮標 広島県広島港第1区内（宇品灯台の東北東方約3.4キロメートル）
- 広島港広島南道路仁保ジャンクションB灯浮標 広島県広島港第1区内（宇品灯台の東北東方約3.3キロメートル）
- 広島港広島南道路仁保ジャンクションC灯浮標 広島県広島港第1区内（宇品灯台の東北東方約3.4キロメートル）
- 広島港広島南道路仁保ジャンクションD灯浮標 広島県広島港第1区内（宇品灯台の東北東方約3.5キロメートル）
- 広島港広島南道路仁保ジャンクションE灯浮標 広島県広島港第1区内（宇品灯台の東北東方約3.6キロメートル）
- 広島港広島南道路仁保ジャンクションF灯浮標 広島県広島港第1区内（宇品灯台の東北東方約3.6キロメートル）
- 広島港広島南道路仁保ジャンクションG灯浮標 広島県広島港第1区内（宇品灯台の東北東方約3.9キロメートル）
- 広島港広島南道路仁保ジャンクションH灯浮標 広島県広島港第1区内（宇品灯台の東北東方約3.9キロメートル）
- 広島港第1号灯浮標 広島県広島港第3区（津久根島三角点の南南東方約1.4キロメートル）
- 広島港第2号灯浮標 広島県広島港第3区（津久根島三角点の南南東方約1.8キロメートル）
- 広島港第3号灯浮標 広島県広島港第3区（宇品灯台の西南西方約3.7キロメートル）
- 広島港第5号灯浮標 広島県広島港第1区（宇品灯台の東方約590メートル）
- 広島港第一航路灯浮標 広島県広島港（津久根島三角点の南南西方約2.4キロメートル）
- 広島湾第2号灯浮標 安芸白石灯標（広島県大竹市）の南南東方約4.6キロメートル
- 細ノ州北西方灯浮標 佐木島灯台（広島県三原市）の北北東方約1.6キロメートル
- 三港建広島港出島L灯浮標 広島県広島港第3区内（宇品灯台の西方約2.6キロメートル）
- 三港建広島港出島M灯浮標 広島県広島港第3区内（宇品灯台の西北西方約2.6キロメートル）
- 三港建広島港出島N灯浮標 広島県広島港第3区内（宇品灯台の西北西方約2.6キロメートル）
- 似骨ノ礁灯浮標 加島山頂（広島県尾道市）の西方約1.1キロメートル
- 鹿ノ川内第4号浮標 鹿ノ川港東浜防波堤灯台（広島県佐伯郡能美町）の南方約1.9キロメートル
- 鹿川港A灯浮標 鹿ノ川港東浜防波堤灯台（広島県佐伯郡能美町）の南南西方約2.4キロメートル
- 鹿川港B灯浮標 鹿ノ川港東浜防波堤灯台（広島県佐伯郡能美町）の南南西方約1.6キロメートル
- 鹿川港大矢鼻東方灯浮標 鹿川港鎌木防波堤灯台（広島県江田島市）の南南西方約2.3キロメートル
- 鹿川港第2号灯浮標 鹿川港鎌木防波堤灯台（広島県江田島市）の南南西方約2.9キロメートル
- 鹿川港第4号灯浮標 鹿川港鎌木防波堤灯台（広島県江田島市）の南方約1.3キロメートル
- 洲ノ石灯浮標 屋形石灯標（広島県江田島市）の西南西方約2.0キロメートル
- 小アジワ島東方灯浮標 小アジワ島（広島県呉市）の東北東方約420メートル
- 城出シ磯北西方灯浮標 走港西防波堤灯台（広島県福山市）の北北西方約3.4キロメートル
- 森ノ瀬ノ州北東方灯浮標 観音鼻（広島県尾道市）南端の東南東方約1.3キロメートル
- 瀬戸田港向田沖灯浮標 広島県瀬戸田港（寅丸礁灯標の南方約1.1キロメートル）
- 瀬戸田水道北口灯浮標 広島県瀬戸田港（寅丸礁灯標の南方約2.6キロメートル）
- 仙酔島南方灯浮標 走港中北防波堤西灯台（広島県福山市）の西方約3.4キロメートル
- 太郎坊浮標 広島県呉港呉区内（小麗女島灯台の北方約630メートル）
- 大磯灯浮標 広島県尾道糸崎港内（戸埼北端の西方約320メートル）
- 大砠灯浮標 西5番之砠灯標（広島県呉市）の北東方約4.0キロメートル
- 中藻洲北灯浮標 佐木島灯台（広島県三原市）の南東方約2.4キロメートル
- 豆倉鼻浮標 小麗女島灯台（広島県呉市）の北方約1.6キロメートル
- 馬ケ瀬灯浮標 安芸白石灯標（広島県大竹市）の東南東方約2.3キロメートル
- 馬ノ瀬南方灯浮標 鮴崎港盛谷3号防波堤灯台（広島県豊田郡大崎上島町）の北東方約1.8キロメートル
- 畑ノ州北西方灯浮標 佐木島灯台（広島県三原市）の北北東方約1.6キロメートル
- 尾ノ鼻灯浮標 大平山三角点（広島県呉市）の南西方約2.4キロメートル
- 尾道港東口第1号灯浮標 広島県尾道糸崎港内（戸埼北端の北西方約660メートル）
- 尾道糸崎港タコーマ灯浮標 広島県尾道糸崎港第1区（女法埼の東北東方約460メートル）
- 尾道糸崎港三原第1号灯浮標 広島県尾道糸崎港第6区（尾道糸崎港松浜防波堤南灯台の西北西方約1.4キロメートル）
- 尾道糸崎港三原第2号灯浮標 広島県尾道糸崎港第6区（尾道糸崎港松浜防波堤南灯台の西北西方約1.4キロメートル）
- 尾道糸崎港三原第3号灯浮標 広島県尾道糸崎港第6区内（尾道糸崎港松浜防波堤南灯台の西北西方約1.7キロメートル）
- 尾道糸崎港三原第4号灯浮標 広島県尾道糸崎港第6区（尾道糸崎港松浜防波堤南灯台の西北西方約1.9キロメートル）
- 尾道糸崎港三原第5号灯浮標 広島県尾道糸崎港第6区（尾道糸崎港松浜防波堤南灯台の西北西方約2.3キロメートル）
- 尾道糸崎港三原第5号浮標 広島県尾道糸崎港第6区内（尾道糸崎港松浜防波堤南灯台の西北西方約2.2キロメートル）
- 尾道糸崎港三原第6号灯浮標 広島県尾道糸崎港第6区内（尾道糸崎港松浜防波堤南灯台の西北西方約1.9キロメートル）
- 尾道糸崎港三原第7号灯浮標 広島県尾道糸崎港第6区（尾道糸崎港松浜防波堤南灯台の西北西方約2.3キロメートル）
- 尾道糸崎港三原第9号灯浮標 広島県尾道糸崎港第6区内（尾道糸崎港松浜防波堤南灯台の西北西方約2.3キロメートル）
- 尾道糸崎港松永第1号灯浮標 広島県尾道糸崎港第1区（戸埼の北方約700メートル）
- 尾道糸崎港松永第2号灯浮標 広島県尾道糸崎港第1区（戸埼の北北東方約650メートル）
- 尾道糸崎港大磯灯浮標 広島県尾道糸崎港第1区（戸埼の西方約320メートル）
- 尾道糸崎港尾道水道東第1号灯浮標 広島県尾道糸崎港第1区（戸埼の北西方約660メートル）
- 尾道糸崎港尾道水道東第2号灯浮標 広島県尾道糸崎港第1区（戸埼の北北西方約700メートル）
- 尾道糸崎港尾道水道東第3号灯浮標 広島県尾道糸崎港第1区（戸埼の北西方約1.0キロメートル）
- 尾道糸崎港尾道水道東第4号灯浮標 広島県尾道糸崎港第1区内（戸埼の北西方約1.0キロメートル）
- 尾道糸崎港尾道水道東第6号灯浮標 広島県尾道糸崎港第1区（戸埼の北西方約1.3キロメートル）
- 布刈岩灯浮標 大浜埼灯台（広島県尾道市）の北方約760メートル
- 福山港第10号灯浮標 広島県福山港（神島三角点（岡山県笠岡市）の西北西方約2.5キロメートル）
- 福山港第11号灯浮標 広島県福山港（神島三角点（岡山県笠岡市）の西方約2.8キロメートル）
- 福山港第12号灯浮標 広島県福山港（神島三角点（岡山県笠岡市）の西北西方約2.4キロメートル）
- 福山港第14号灯浮標 広島県福山港（神島三角点（岡山県笠岡市）の北西方約3.2キロメートル）
- 福山港第16号灯浮標 広島県福山港（神島三角点（岡山県笠岡市）の北西方約3.2キロメートル）
- 福山港第1号仮設灯浮標 広島県福山港（百間礁灯標の南西方約6.2キロメートル）
- 福山港第1号灯浮標 広島県福山港（百間礁灯標の南西約6.2キロメートル）
- 福山港第2号灯浮標 広島県福山港（百間礁灯標の南西方約5.8キロメートル）
- 福山港第3号灯浮標 広島県福山港内（百間礁灯標の西南西方約5.3キロメートル）
- 福山港第4号灯浮標 広島県福山港（百間礁灯浮標の西南西方約5.0キロメートル）
- 福山港第5号灯浮標 広島県福山港（百間礁灯標の西方約4.6キロメートル）
- 福山港第6号灯浮標 広島県福山港（百間礁灯標の西方約4.3キロメートル）
- 福山港第7号灯浮標 広島県福山港（百間礁灯標の西北西方約4.9キロメートル）
- 福山港第8号灯浮標 広島県福山港（百間礁灯標の西北西方約4.7キロメートル）
- 福山港第9号灯浮標 広島県福山港（神島三角点（岡山県笠岡市）の西方約2.8キロメートル）
- 福山港分岐口灯浮標 広島県福山港（鴻石灯標の北北東方約8.4キロメートル）
- 福山港分岐第1号灯浮標 広島県福山港（神島三角点（岡山県笠岡市）の西方約3.7キロメートル）
- 福山港分岐第2号灯浮標 広島県福山港内（神島三角点（岡山県笠岡市）の西方約4.1キロメートル）
- 福山港分岐第2号灯浮標 広島県福山港（神島三角点（岡山県笠岡市）の西方約4.1キロメートル）
- 福山港分岐第3号灯浮標 広島県福山港内（旅客ふとう東端の東南東方約300メートル）
- 福山港分岐第3号灯浮標 広島県福山港（旅客ふとう東端の東南東方約300メートル）
- 福山港分岐第4号灯浮標 広島県福山港（旅客ふとう東端の東方約560メートル）
- 福山港分岐第5号灯浮標 広島県福山港（沖浦岸壁西端の南南東方約130メートル）
- 福山港箕沖泊地A灯浮標 広島県福山港（鴻石灯標の北方約7.4キロメートル）
- 福山港箕沖泊地B灯浮標 広島県福山港（鴻石灯標の北方約7.8キロメートル）
- 柳ノ瀬戸灯浮標 竹原港竹原外港防波堤灯台（広島県竹原市）の南方約2.9キロメートル
- 立花ノ州西方灯浮標 観音鼻（広島県尾道市）南端の南西方約880メートル
- 竜王山沖灯浮標 ハカン島灯標（広島県三原市）の南方約3.7キロメートル

## 灯標
- 福山港小皇后灯標 広島県福山港内（福山港鞆一文字防波堤東灯台の東方約480メートル）
- カタビラゾワイ灯標 百角三角点（広島県尾道市）の東方約1.7キロメートル
- クリクワゾワイ灯標 百角三角点（広島県尾道市）の東北東方約2.9キロメートル
- トウゲン石灯標 広島県広島港第2区（外方ノ鼻の北東方約450メートル）
- ハカン島灯標 広島県佐木港（ハカン港）
- 安芸船害岩灯標 鹿島三角点（広島県呉市）の東北東方約3.1キロメートル
- 安芸白石灯標 観音鼻（広島県大竹市（阿多田島））の東南東方約3.0キロメートル
- 安芸爼岩灯標 三ツ石灯台（広島県呉市）の西北西方約2.3キロメートル
- 安芸爼礁灯標 豪頭鼻（広島県江田島市（西能美島））の西南西方約1.4キロメートル
- 屋形石灯標 広島県安芸郡江田島町（屋形石）
- 下碇磯灯標 大芝島（広島県東広島市）南端の南南西方約1.8キロメートル
- 笠磯灯標 安渡島灯台（広島県江田島市）の南南東方約1.7キロメートル
- 亀石灯標 新開鼻灯台（広島県廿日市市）の北東方約1.5キロメートル
- 鴻石灯標 走港西防波堤灯台（広島県福山市）の北北西方約1.9キロメートル
- 西5番之砠灯標 広島県呉市（西5番之砠）
- 大野ゾワイ灯標 竜王山三角点（広島県福山市）の南南西方約1.5キロメートル
- 中ノ瀬灯標 神禰鼻（広島県江田島市（西能美島））の北北西方約800メートル
- 長太夫礁灯標 細島（広島県尾道市）北端の西北西方約580メートル
- 鳥ケ頸ノ石灯標 広島県安芸郡音戸町（鳥ケ頸ノ石）
- 津久賀し磨北方灯標 津久賀島（広島県豊田郡大崎町）の北方約550メートル
- 津久賀島北方灯標 津久賀島（広島県豊田郡大崎上島町）の北方約550メートル
- 碇島灯標 広島県竹原市（碇島）
- 寅丸礁灯標 布袋岩鼻（広島県三原市（佐木島）の北西方約200メートル）
- 波節岩灯標 広島県エンド鼻（香川県丸亀市）の南南東方約1.0キロメートル
- 福山港小皇后灯標 広島県福山港内（福山港鞆一文字防波堤東灯台の東方約480メートル）
- 福山港第1号灯標 広島県福山港（百間礁灯標の南西方約6.2キロメートル）
- 福山港第2号灯標 広島県福山港（百間礁灯標の南西方約5.8キロメートル）
- 福山港第3号灯標 広島県福山港（百間礁灯標の西南西方約5.0キロメートル）
- 福山港第4号灯標 広島県福山港（百間礁灯標の西南西方約4.7キロメートル）
- 油礁灯標 阿伏兎灯台（広島県福山市）の東方約1.3キロメートル

## 導灯
- JFEスチール福山港新涯導灯（後灯） 広島県福山市（前灯の西北西方約130メートル）
- JFEスチール福山港新涯導灯（前灯） 広島県福山市（新涯町フェリー埠頭北西部）
- 王子マテリア呉港広導灯（後灯） 広島県呉港広区（前灯の北北東方約130メートル）
- 王子マテリア呉港広導灯（前灯） 広島県呉港広区（王子マテリア岸壁南西端)
- 王子製紙呉港広導灯（前灯） 広島県呉港広区（王子製紙岸壁南西端）
- 王子製紙呉港広導灯（後灯） 広島県呉港広区（前灯の北北東方約130メートル）
- 日本鋼管福山港新涯導灯（前灯） 広島県福山港（新涯町フェリー埠頭北西部）
- 日本鋼管福山港新涯導灯（後灯） 広島県福山港（前灯の西北西方約100メートル）

## 橋梁灯、橋梁標
- 安芸灘大橋橋梁灯（C1灯） 女猫島灯台（広島県呉市）の南南西方約340メートル
- 安芸灘大橋橋梁灯（C2灯） 女猫島灯台（広島県呉市）の南南西方約340メートル
- 安芸灘大橋橋梁灯（L1灯） 安芸灘大橋橋梁灯（C1灯）の北北東方約280メートル
- 安芸灘大橋橋梁灯（L2灯） 安芸灘大橋橋梁灯（C2灯）の北北東方約280メートル
- 安芸灘大橋橋梁灯（R1灯） 安芸灘大橋橋梁灯（C1灯）の南南西方約280メートル
- 安芸灘大橋橋梁灯（R2灯） 安芸灘大橋橋梁灯（C2灯）の南南西方約280メートル
- 安芸灘大橋橋梁標（C1標） 女猫島灯台（広島県呉市）の南南西方約340メートル
- 安芸灘大橋橋梁標（C2標） 女猫島灯台（広島県呉市）の南南西方約340メートル
- 安芸灘大橋橋梁標（L1標） 安芸灘大橋橋梁標（C1標）の北北東方約280メートル
- 安芸灘大橋橋梁標（L2標） 安芸灘大橋橋梁標（C2標）の北北東方約280メートル
- 安芸灘大橋橋梁標（R1標） 安芸灘大橋橋梁標（C1標）の南南西方約280メートル
- 安芸灘大橋橋梁標（R2標） 安芸灘大橋橋梁標（C2標）の南南西方約280メートル
- 因島大橋橋梁灯（C1灯） 大浜埼灯台（広島県尾道市）の東方約620メートル
- 因島大橋橋梁灯（C2灯） 大浜埼灯台（広島県尾道市）の東方約640メートル
- 因島大橋橋梁灯（L1灯） 因島大橋橋梁灯（C1灯）の東北東方約220メートル
- 因島大橋橋梁灯（L2灯） 因島大橋橋梁灯（C2灯）の東北東方約220メートル
- 因島大橋橋梁灯（R1灯） 因島大橋橋梁灯（C1灯）の西南西方約220メートル
- 因島大橋橋梁灯（R2灯） 因島大橋橋梁灯（C2灯）の西南西方約220メートル
- 岡村大橋橋梁灯（L1灯） 広島県御手洗港（岡村大橋北側面左側端）
- 岡村大橋橋梁灯（L2灯） 広島県御手洗港（岡村大橋南側面左側端）
- 岡村大橋橋梁灯（R1灯） 岡村大橋橋梁灯（L1灯）の西方約75メートル
- 岡村大橋橋梁灯（R2灯） 岡村大橋橋梁灯（L2灯）の西方約75メートル
- 音戸大橋橋梁灯（C1灯） 広島県呉市（音戸大橋南側面中央）
- 音戸大橋橋梁灯（C2灯） 広島県呉市（音戸大橋北側面中央）
- 音戸大橋橋梁灯（L1灯） 音戸大橋橋梁灯（C1灯）の西方約30メートル
- 音戸大橋橋梁灯（L2灯） 音戸大橋橋梁灯（C2灯）の西方約30メートル
- 音戸大橋橋梁灯（R1灯） 音戸大橋橋梁灯（C1灯）の東方約30メートル
- 音戸大橋橋梁灯（R2灯） 音戸大橋橋梁灯（C2灯）の東方約30メートル
- 海田大橋橋梁灯（C1灯） 広島県広島港第1区（海田大橋南側面中央）
- 海田大橋橋梁灯（C2灯） 広島県広島港第1区（海田大橋北側面中央）
- 海田大橋橋梁灯（L1灯） 海田大橋橋梁灯（C1灯）の北西方約76メートル
- 海田大橋橋梁灯（L2灯） 海田大橋橋梁灯（C2灯）の北西方約77メートル
- 海田大橋橋梁灯（P1灯） 海田大橋橋梁灯（C1灯）の北西方約340メートル
- 海田大橋橋梁灯（P2灯） 海田大橋橋梁灯（C2灯）の北西方約340メートル
- 海田大橋橋梁灯（P3灯） 海田大橋橋梁灯（C1灯）の北西方約270メートル
- 海田大橋橋梁灯（P4灯） 海田大橋橋梁灯（C2灯）の北西方約270メートル
- 海田大橋橋梁灯（P5灯） 海田大橋橋梁灯（C1灯）の北西方約110メートル
- 海田大橋橋梁灯（P6灯） 海田大橋橋梁灯（C2灯）の北西方約120メートル
- 海田大橋橋梁灯（P7灯） 海田大橋橋梁灯（C1灯）の南東方約140メートル
- 海田大橋橋梁灯（P8灯） 海田大橋橋梁灯（C2灯）の南東方約130メートル
- 海田大橋橋梁灯（P9灯） 海田大橋橋梁灯（C1灯）の東南東方約290メートル
- 海田大橋橋梁灯（P10灯） 海田大橋橋梁灯（C2灯）の東南東方約270メートル
- 海田大橋橋梁灯（P11灯） 海田大橋橋梁灯（C1灯）の東南東方約380メートル
- 海田大橋橋梁灯（P12灯） 海田大橋橋梁灯（C2灯）の東南東方約370メートル
- 海田大橋橋梁灯（R1灯） 海田大橋橋梁灯（C1灯）の南東方約79メートル
- 海田大橋橋梁灯（R2灯） 海田大橋橋梁灯（C2灯）の南東方約79メートル
- 海田大橋橋梁標（C1標） 広島県広島港第1区（海田大橋南側面中央）
- 海田大橋橋梁標（C2標） 広島県広島港第1区（海田大橋北側面中央）
- 海田大橋橋梁標（L1標） 海田大橋橋梁標（C1標）の北西方約76メートル
- 海田大橋橋梁標（L2標） 海田大橋橋梁標（C2標）の北西方約76メートル
- 海田大橋橋梁標（R1標） 海田大橋橋梁標（C1標）の南東方約79メートル
- 海田大橋橋梁標（R2標） 海田大橋橋梁標（C2標）の南東方約79メートル
- 蒲刈大橋橋梁灯（C1灯） 広島県蒲刈港（蒲刈大橋南側面中央）
- 蒲刈大橋橋梁灯（C2灯） 広島県蒲刈港（蒲刈大橋北側面中央）
- 蒲刈大橋橋梁灯（L1灯） 蒲刈大橋橋梁灯（C1灯）の西北西方約90メートル
- 蒲刈大橋橋梁灯（L2灯） 蒲刈大橋橋梁灯（C2灯）の西北西方約90メートル）
- 蒲刈大橋橋梁灯（P1灯） 蒲刈大橋橋梁灯（C1灯）の西北西方約130メートル
- 蒲刈大橋橋梁灯（P2灯） 蒲刈大橋橋梁灯（C2灯）の西北西方約130メートル）
- 蒲刈大橋橋梁灯（P3灯） 蒲刈大橋橋梁灯（C1灯）の東南東方約130メートル）
- 蒲刈大橋橋梁灯（P4灯） 蒲刈大橋橋梁灯（C2灯）の東南東方約130メートル）
- 蒲刈大橋橋梁灯（R1灯） 蒲刈大橋橋梁灯（C1灯）の東南東方約90メートル）
- 蒲刈大橋橋梁灯（R2灯） 蒲刈大橋橋梁灯（C2灯）の東南東方約90メートル
- 向洋大橋橋梁灯（C1灯） 広島県広島港第1区（向洋大橋南側面中央）
- 向洋大橋橋梁灯（C2灯） 広島県広島港第1区（向洋大橋北側面中央）
- 向洋大橋橋梁灯（L1灯） 向洋大橋橋梁灯（C1灯）の西方約31メートル
- 向洋大橋橋梁灯（L2灯） 向洋大橋橋梁灯（C2灯）の西方約32メートル
- 向洋大橋橋梁灯（P1灯） 向洋大橋橋梁灯（C1灯）の西方約160メートル
- 向洋大橋橋梁灯（P2灯） 向洋大橋橋梁灯（C2灯）の西方約160メートル
- 向洋大橋橋梁灯（P3灯） 向洋大橋橋梁灯（C1灯）の西方約120メートル
- 向洋大橋橋梁灯（P4灯） 向洋大橋橋梁灯（C2灯）の西方約110メートル
- 向洋大橋橋梁灯（P5灯） 向洋大橋橋梁灯（C1灯）の西北西方約55メートル
- 向洋大橋橋梁灯（P6灯） 向洋大橋橋梁灯（C2灯）の西方約48メートル
- 向洋大橋橋梁灯（P8灯） 向洋大橋橋梁灯（C2灯）の東方約55メートル
- 向洋大橋橋梁灯（P9灯） 向洋大橋橋梁灯（C1灯）の東方約100メートル
- 向洋大橋橋梁灯（P10灯） 向洋大橋橋梁灯（C2灯）の東南東方約110メートル
- 向洋大橋橋梁灯（R1灯） 向洋大橋橋梁灯（C1灯）の東方約32メートル
- 向洋大橋橋梁灯（R2灯） 向洋大橋橋梁灯（C2灯）の東方約32メートル
- 向洋大橋橋梁標（C1標） 広島県広島港第1区内（宇品灯台の東北東方約3.8キロメートル）
- 向洋大橋橋梁標（C2標） 広島県広島港第1区内（宇品灯台の東北東方約3.8キロメートル）
- 向洋大橋橋梁標（L1標） 向洋大橋橋梁標（C1標）の西方約31メートル
- 向洋大橋橋梁標（L2標） 向洋大橋橋梁標（C2標）の西方約32メートル
- 向洋大橋橋梁標（R1標） 向洋大橋橋梁標（C1標）の東方約32メートル
- 向洋大橋橋梁標（R2標） 向洋大橋橋梁標（C2標）の東方約32メートル
- 広島はつかいち大橋橋梁灯（C1灯） 広島県広島港第3区（広島はつかいち大橋南側面中央）
- 広島はつかいち大橋橋梁灯（C2灯） 広島県広島港第3区（広島はつかいち大橋北側面中央）
- 広島はつかいち大橋橋梁灯（L1灯） 広島はつかいち大橋橋梁灯（C1灯）の西南西方約55メートル
- 広島はつかいち大橋橋梁灯（L2灯） 広島はつかいち大橋橋梁灯（C2灯）の西南西方約55メートル
- 広島はつかいち大橋橋梁灯（R1灯） 広島はつかいち大橋橋梁灯（C1灯）の東北東方約58メートル
- 広島はつかいち大橋橋梁灯（R2灯） 広島はつかいち大橋橋梁灯（C2灯）の東北東方約58メートル
- 広島はつかいち大橋橋梁標（C1標） 広島県広島港第3区（広島はつかいち大橋南側面中央）
- 広島はつかいち大橋橋梁標（C2標） 広島県広島港第3区（広島はつかいち大橋北側面中央）
- 広島はつかいち大橋橋梁標（L1標） 広島はつかいち大橋橋梁標（C1標）の西南西方約55メートル
- 広島はつかいち大橋橋梁標（L2標） 広島はつかいち大橋橋梁標（C2標）の西南西方約55メートル
- 広島はつかいち大橋橋梁標（R1標） 広島はつかいち大橋橋梁標（C1標）の東北東方約58メートル
- 広島はつかいち大橋橋梁標（R2標） 広島はつかいち大橋橋梁標（C2標）の東北東方約58メートル
- 広島大橋橋梁灯（C1灯） 広島県広島港第1区（広島大橋西側面中央）
- 広島大橋橋梁灯（C2灯） 広島県広島港第1区（広島大橋東側面中央）
- 広島大橋橋梁灯（L1灯） 広島大橋橋梁灯（C1灯）の北方約58メートル
- 広島大橋橋梁灯（L2灯） 広島大橋橋梁灯（C2灯）の北方約58メートル
- 広島大橋橋梁灯（P1灯） 広島大橋橋梁灯（C1灯）の北方約680メートル
- 広島大橋橋梁灯（P2灯） 広島大橋橋梁灯（C2灯）の北方約680メートル
- 広島大橋橋梁灯（P3灯） 広島大橋橋梁灯（C1灯）の北方約600メートル
- 広島大橋橋梁灯（P4灯） 広島大橋橋梁灯（C2灯）の北方約600メートル
- 広島大橋橋梁灯（P5灯） 広島大橋橋梁灯（C1灯）の北方約510メートル
- 広島大橋橋梁灯（P6灯） 広島大橋橋梁灯（C2灯）の北方約510メートル
- 広島大橋橋梁灯（P7灯） 広島大橋橋梁灯（C1灯）の北方約430メートル
- 広島大橋橋梁灯（P8灯） 広島大橋橋梁灯（C2灯）の北方約430メートル
- 広島大橋橋梁灯（P9灯） 広島大橋橋梁灯（C1灯）の北方約340メートル
- 広島大橋橋梁灯（P10灯） 広島大橋橋梁灯（C2灯）の北方約340メートル
- 広島大橋橋梁灯（P11灯） 広島大橋橋梁灯（C1灯）の北方約250メートル
- 広島大橋橋梁灯（P12灯） 広島大橋橋梁灯（C2灯）の北方約250メートル
- 広島大橋橋梁灯（P13灯） 広島大橋橋梁灯（C1灯）の北方約180メートル
- 広島大橋橋梁灯（P13灯） 広島大橋橋梁灯（C1灯）の北方約180メートル
- 広島大橋橋梁灯（P14灯） 広島大橋橋梁灯（C2灯）の北方約180メートル
- 広島大橋橋梁灯（P15灯） 広島大橋橋梁灯（C1灯）の北方約73メートル
- 広島大橋橋梁灯（P16灯） 広島大橋橋梁灯（C2灯）の北方約73メートル
- 広島大橋橋梁灯（P17灯） 広島大橋橋梁灯（C1灯）の南方約80メートル
- 広島大橋橋梁灯（P18灯） 広島大橋橋梁灯（C2灯）の南方約80メートル
- 広島大橋橋梁灯（R1灯） 広島大橋橋梁灯（C1灯）の南方約61メートル
- 広島大橋橋梁灯（R2灯）広島大橋橋梁灯（C2灯）の南方約61メートル
- 高根大橋橋梁灯（C1灯）広島県瀬戸田港（高根大橋南側面中央）
- 高根大橋橋梁灯（C2灯）広島県瀬戸田港（高根大橋北側面中央）
- 高根大橋橋梁灯（L1灯）高根大橋橋梁灯（C1灯）の西方約40メートル
- 高根大橋橋梁灯（L2灯）高根大橋橋梁灯（C2灯）の西方約40メートル
- 高根大橋橋梁灯（R1灯）高根大橋橋梁灯（C1灯）の東方約40メートル
- 高根大橋橋梁灯（R2灯）高根大橋橋梁灯（C2灯）の東方約40メートル
- 鹿島大橋橋梁灯（C1灯）広島県呉市（鹿島大橋南側面中央）
- 鹿島大橋橋梁灯（C2灯）広島県呉市（鹿島大橋北側面中央）
- 鹿島大橋橋梁灯（L1灯）鹿島大橋橋梁灯（C1灯）の西南西方約72メートル
- 鹿島大橋橋梁灯（L2灯）鹿島大橋橋梁灯（C2灯）の西南西方約70メートル
- 鹿島大橋橋梁灯（P1灯）鹿島大橋橋梁灯（C1灯）の西南西方約85メートル
- 鹿島大橋橋梁灯（P2灯）鹿島大橋橋梁灯（C2灯）の西南西方約86メートル
- 鹿島大橋橋梁灯（P3灯）鹿島大橋橋梁灯（C1灯）の東北東方約80メートル
- 鹿島大橋橋梁灯（P4灯）鹿島大橋橋梁灯（C2灯）の東北東方約85メートル
- 鹿島大橋橋梁灯（R1灯）鹿島大橋橋梁灯（C1灯）の東北東方約72メートル
- 鹿島大橋橋梁灯（R2灯）鹿島大橋橋梁灯（C2灯）の東北東方約72メートル
- 新尾道大橋橋梁灯（C2灯）広島県尾道糸崎港第1区（新尾道大橋北西側面中央）
- 新尾道大橋橋梁灯（L2灯）新尾道大橋橋梁灯（C2灯）の南西方約25メートル
- 新尾道大橋橋梁灯（R2灯）新尾道大橋橋梁灯（C2灯）の北東方約25メートル
- 生口橋橋梁灯（C1灯）広島県尾道市（生口橋北西側面中央）
- 生口橋橋梁灯（C2灯）広島県因島市（生口橋南東側面中央）
- 生口橋橋梁灯（C2灯）広島県尾道市（生口橋南東側面中央）
- 生口橋橋梁灯（L1灯）生口橋橋梁灯（C1灯）の北東方約140メートル
- 生口橋橋梁灯（L2灯）生口橋橋梁灯（C2灯）の北東方約140メートル
- 生口橋橋梁灯（R1灯）生口橋橋梁灯（C1灯）の南西方約140メートル
- 生口橋橋梁灯（R2灯）生口橋橋梁灯（C2灯）の南西方約140メートル
- 早瀬大橋橋梁灯（C1灯）大柿港引島防波堤北灯台（広島県江田島市）の南南東方約2.6キロメートル
- 早瀬大橋橋梁灯（C2灯）大柿港引島防波堤北灯台（広島県江田島市）の南南東方約2.6キロメートル
- 早瀬大橋橋梁灯（L1灯）早瀬大橋橋梁灯（C1灯）の西南西方約79メートル
- 早瀬大橋橋梁灯（L2灯）早瀬大橋橋梁灯（C2灯）の西南西方約79メートル
- 早瀬大橋橋梁灯（P1灯）早瀬大橋橋梁灯（C1灯）の西南西方約110メートル
- 早瀬大橋橋梁灯（P2灯）早瀬大橋橋梁灯（C2灯）の西南西方約110メートル
- 早瀬大橋橋梁灯（P3灯）早瀬大橋橋梁灯（C1灯）の東北東方約100メートル
- 早瀬大橋橋梁灯（P4灯）早瀬大橋橋梁灯（C2灯）の東北東方約110メートル
- 早瀬大橋橋梁灯（R1灯）早瀬大橋橋梁灯（C1灯）の東北東方約76メートル
- 早瀬大橋橋梁灯（R2灯）早瀬大橋橋梁灯（C2灯）の東北東方約76メートル
- 大芝大橋橋梁灯（L1灯）広島県東広島市（大芝大橋北東側面左側端）
- 大芝大橋橋梁灯（P1灯）大芝大橋橋梁灯（L1灯）の北西方約80メートル
- 大芝大橋橋梁灯（P2灯）大芝大橋橋梁灯（L1灯）の北西方約79メートル
- 大芝大橋橋梁灯（P3灯）大芝大橋橋梁灯（L1灯）の南東方約130メートル
- 大芝大橋橋梁灯（P4灯）大芝大橋橋梁灯（L1灯）の南東方約130メートル
- 大芝大橋橋梁灯（R1灯）大芝大橋橋梁灯（L1灯）の南東方約80メートル
- 中の瀬戸大橋橋梁灯（L1灯）広島県御手洗港（中の瀬戸大橋北側面左側端）
- 中の瀬戸大橋橋梁灯（L2灯）広島県御手洗港（中の瀬戸大橋南側面左側端）
- 中の瀬戸大橋橋梁灯（R1灯）中の瀬戸大橋橋梁灯（L1灯）の西方約110メートル
- 中の瀬戸大橋橋梁灯（R2灯）中の瀬戸大橋橋梁灯（L2灯）の西方約110メートル
- 長島大橋橋梁灯（L1灯）広島県大西港（長島大橋東側面左側端）
- 長島大橋橋梁灯（L2灯）広島県大西港（長島大橋西側面左側端）
- 長島大橋橋梁灯（P1灯）長島大橋橋梁灯（L1灯）の南東方約50メートル
- 長島大橋橋梁灯（P2灯）長島大橋橋梁灯（L2灯）の南東方約50メートル
- 長島大橋橋梁灯（P3灯）長島大橋橋梁灯（L1灯）の北西方約150メートル
- 長島大橋橋梁灯（P4灯）長島大橋橋梁灯（L2灯）の北西方約150メートル
- 長島大橋橋梁灯（R1灯）長島大橋橋梁灯（L1灯）の北西方約100メートル
- 長島大橋橋梁灯（R2灯）長島大橋橋梁灯（L2灯）の北西方約100メートル
- 内海大橋橋梁灯（C1灯）竜王山三角点（広島県福山市）の南東方約1.6キロメートル
- 内海大橋橋梁灯（C2灯）竜王山三角点（広島県福山市）の南東方約1.6キロメートル
- 内海大橋橋梁灯（C3灯）竜王山三角点（広島県福山市）の南南東方約1.8キロメートル
- 内海大橋橋梁灯（C4灯）竜王山三角点（広島県福山市）の南南東方約1.8キロメートル
- 内海大橋橋梁灯（L1灯）内海大橋橋梁灯（C1灯）の北方約72メートル
- 内海大橋橋梁灯（L2灯）内海大橋橋梁灯（C2灯）の北方約72メートル
- 内海大橋橋梁灯（L3灯）内海大橋橋梁灯（C3灯）の東北東方約72メートル
- 内海大橋橋梁灯（L4灯）内海大橋橋梁灯（C4灯）の東北東方約73メートル
- 内海大橋橋梁灯（P1灯）内海大橋橋梁灯（C1灯）の北方約100メートル
- 内海大橋橋梁灯（P2灯）内海大橋橋梁灯（C2灯）の北方約110メートル
- 内海大橋橋梁灯（P3灯）内海大橋橋梁灯（C1灯）の南方約120メートル
- 内海大橋橋梁灯（P4灯）内海大橋橋梁灯（C2灯）の南方約110メートル
- 内海大橋橋梁灯（P5灯）内海大橋橋梁灯（C1灯）の南方約170メートル
- 内海大橋橋梁灯（P6灯）内海大橋橋梁灯（C2灯）の南方約170メートル
- 内海大橋橋梁灯（P7灯）内海大橋橋梁灯（C1灯）の南方約220メートル
- 内海大橋橋梁灯（P8灯）内海大橋橋梁灯（C2灯）の南方約270メートル
- 内海大橋橋梁灯（P9灯）内海大橋橋梁灯（C1灯）の南南西方約260メートル
- 内海大橋橋梁灯（P10灯）内海大橋橋梁灯（C2灯）の南南西方約270メートル
- 内海大橋橋梁灯（P11灯）内海大橋橋梁灯（C1灯）の南西方約410メートル
- 内海大橋橋梁灯（P12灯）内海大橋橋梁灯（C2灯）の南西方約420メートル
- 内海大橋橋梁灯（R1灯）内海大橋橋梁灯（C1灯）の南方約72メートル
- 内海大橋橋梁灯（R2灯）内海大橋橋梁灯（C2灯）の南方約72メートル
- 内海大橋橋梁灯（R3灯）内海大橋橋梁灯（C3灯）の西南西方約73メートル
- 内海大橋橋梁灯（R4灯）内海大橋橋梁灯（C4灯）の西南西方約71メートル
- 内海大橋橋梁標（C1標）竜王山三角点（広島県福山市）の南東方約1.6キロメートル
- 内海大橋橋梁標（C2標）竜王山三角点（広島県福山市）の南東方約1.6キロメートル
- 内海大橋橋梁標（C3標）竜王山三角点（広島県福山市）の南南東方約1.8キロメートル
- 内海大橋橋梁標（C4標）竜王山三角点（広島県福山市）の南南東方約1.8キロメートル
- 内海大橋橋梁標（L1標）内海大橋橋梁標（C1標）の北方約72メートル
- 内海大橋橋梁標（L2標）内海大橋橋梁標（C2標）の北方約72メートル
- 内海大橋橋梁標（L3標）内海大橋橋梁標（C3標）の東北東方約72メートル
- 内海大橋橋梁標（L4標）内海大橋橋梁標（C4標）の東北東方約73メートル
- 内海大橋橋梁標（R1標）内海大橋橋梁標（C1標）の南方約69メール
- 内海大橋橋梁標（R2標）内海大橋橋梁標（C2標）の南方約69メートル
- 内海大橋橋梁標（R3標）内海大橋橋梁標（C3標）の西南西方約73メートル
- 内海大橋橋梁標（R4標）内海大橋橋梁標（C4標）の西南西方約71メートル
- 尾道大橋橋梁灯（B1灯）尾道大橋橋梁灯（C1灯）の南西方約30メートル
- 尾道大橋橋梁灯（B2灯）尾道大橋橋梁灯（C2灯）の南西方約30メートル
- 尾道大橋橋梁灯（C1灯）広島県尾道糸崎港第1区（尾道大橋南東側面中央）
- 尾道大橋橋梁灯（D1灯）尾道大橋橋梁灯（C1灯）の北東方約30メートル
- 尾道大橋橋梁灯（D2灯）尾道大橋橋梁灯（C2灯）の北東方約30メートル
- 尾道大橋橋梁灯（L1灯）尾道大橋橋梁灯（C1灯）の南西方約25メートル
- 尾道大橋橋梁灯（R1灯）尾道大橋橋梁灯（C1灯）の北東方約25メートル
- 豊浜大橋橋梁灯（L1灯）広島県呉市（豊浜大橋南側面左側端）
- 豊浜大橋橋梁灯（L2灯）広島県呉市（豊浜大橋北側面左側端）
- 豊浜大橋橋梁灯（P1灯）豊浜大橋橋梁灯（L1灯）の西方約33メートル
- 豊浜大橋橋梁灯（P2灯）豊浜大橋橋梁灯（L2灯）の西方約35メートル
- 豊浜大橋橋梁灯 (P3灯)豊浜大橋橋梁灯（L1灯）の東方約210メートル
- 豊浜大橋橋梁灯（P4灯）豊浜大橋橋梁灯（L2灯）の東方約210メートル
- 豊浜大橋橋梁灯（R1灯）豊浜大橋橋梁灯（L1灯）の東方約170メートル
- 豊浜大橋橋梁灯（R2灯）豊浜大橋橋梁灯（L2灯）の東方約170メートル

## 立標
- チシャゴ礁立標 中ノ鼻灯台（広島県豊田郡大崎上島町）の北方約410メートル
- 牛ゾノ立標 安芸田原港田原入作西防波堤灯台（広島県呉市）の西南西方約1.2キロメートル
- 黒州立標 沖浦港明石防波堤灯台（広島県豊田郡大崎上島町）の西方約700メートル
- 山本屋出シ礁立標 向山山頂（広島県豊田郡大崎上島町）の北北西方約1.4キロメートル
- 鳶ケ鼻立標 大柿港引島防波堤北灯台（広島県江田島市）の北西方約390メートル

## 施設灯
- 沖浦港海洋牧場給餌施設灯 観音鼻（広島県豊田郡大崎上島町）の西方約2.1キロメートル
- 広島港宇品外貿埠頭4号ドルフィン施設灯 広島県広島港第1区（宇品外貿埠頭4号ドルフィン南端）
- 広島南道路仁保ジャンクション3号ランプP1橋脚施設灯 広島県広島港第1区（宇品灯台の東北東方約3.6キロメートル）
- 広島南道路仁保ジャンクション3号ランプP2橋脚施設灯 広島県広島港第1区（宇品灯台の東北東方約3.6キロメートル）
- 広島南道路仁保ジャンクション4号ランプP1橋脚施設灯 広島県広島港第1区内（宇品灯台の東北東方約3.7キロメートル）
- 広島南道路仁保ジャンクション4号ランプP2橋脚施設灯 広島県広島港第1区（宇品灯台の東北東方約3.6キロメートル）
- 広島南道路仁保ジャンクション4号ランプP3橋脚施設灯 広島県広島港第1区（宇品灯台の東北東方約3.6キロメートル）
- 広島南道路仁保ジャンクション5号ランプP1橋脚施設灯 広島県広島港第1区（宇品灯台の東北東方約3.5キロメートル）
- 広島南道路仁保ジャンクション5号ランプP2橋脚施設灯 広島県広島港第1区内（宇品灯台の東北東方約3.6キロメートル）
- 広島南道路仁保ジャンクション5号ランプP3橋脚施設灯 広島県広島港第1区（宇品灯台の東北東方約3.6キロメートル）
- 広島南道路本線橋脚施設灯 広島県広島港第1区（宇品灯台の東北東方約3.6キロメートル）
- 大竹市大竹港土砂積出し施設灯 広島県大竹港（大竹港小方一文字防波堤南灯台の北北西方約340メートル）
- 豊島港海洋牧場給餌施設灯 豊島港小野浦防波堤灯台（広島県呉市）の南南東方約1.4キロメートル

## シーバース灯
- 広島港広島ガス廿日市シーバース灯 広島県広島港第3区（広島ガス廿日市シーバース中央）
- 鹿川港シーバース灯 広島県江田島市（エム・シー・ターミナル鹿川第三桟橋中央）
- 木江ターミナルシーバース灯 広島県豊田郡大崎上島町（木江ターミナルシーバース中央）

## 波高観測塔灯
- 広島港草津波高観測塔灯 広島県広島港第3区（広島港草津外中防波堤灯台の南東方約1.2キロメートル）
- 中国地建広島港波高観測塔灯 広島県広島港第3区内（広島港草津外中防波堤灯台の南東方約1.2キロメートル）